# Євдокимов Григорій Єремійович
Григорій Єремійович Євдокимов (жовтень 1884, місто Павлодар Семипалатинської області, тепер Казахстан — розстріляний 25 серпня 1936, місто Москва, тепер Російська Федерація) — радянський партійний діяч, відповідальний секретар Ленінградського губернського комітету ВКП(б), секретар ЦК ВКП(б). Депутат Всеросійських Установчих зборів у 1917 році. Член Президії ВЦВК у 1918 році, член ЦВК СРСР, член Президії ЦВК СРСР у 1925—1927 роках. Член ЦК ВКП(б) у березні 1919 — березні 1920 року і в квітні 1923 — листопаді 1927 року. Член Організаційного бюро ЦК ВКП(б) з 1 січня по 9 квітня 1926 року.

## Життєпис
Народився в родині міщанина. Закінчив дворічне приходське училище, потім п'ять проків навчався в міському училищі. Після закінчення міського училища з 1899 року працював матросом на річкових суднах.
Член РСДРП(б) з 1903 року.
Вів революційну роботу в Семипалатинську, Акмолинській і Томській губерніях. Вперше заарештований в 1908 році, незабаром звільнений.
З 1908 по 1913 рік вів революційну пропаганду в Омську та Павлодарі. У 1913 році виїхав до Санкт-Петербурга, з 1913 по 1915 рік працював робітником-фрезерувальником на заводах.
У 1915 році заарештований і засуджений до адміністративного заслання у Верхоленський округ Іркутської губернії, звідки втік у 1916 році. Невдовзі заарештований і до лютого 1917 року перебував у в'язниці.
З лютого 1917 року — агітатор та член Петроградського комітету РСДРП(б), член Петроградської ради. Брав участь у створенні загонів Червоної гвардії.
З листопада 1917 по 1918 рік — завідувач відділу праці Петроградської ради. У 1918 році — член Петроградської Ради народного господарства. У 1918—1919 роках — член Петроградського губернського комітету РКП(б). З 1918 по 7 лютого 1919 року — комісар промисловості і торгівлі Ради народних комісарів Союзу комун Північної області в Петрограді.
7 лютого 1919 — липень 1920 року — секретар Петроградської ради. 11 липня 1919 — липень 1920 року — член президії Петроградської ради. У липні — серпні 1920 року — секретар Петроградської ради і виконавчого комітету Петроградської губернської ради. У роки Громадянської війни брав участь в обороні Петрограда, член колегії Петроградського губернського продовольчого комітету.
З 12 січня по 23 лютого 1920 і з 25 березня по 5 липня 1920 року — завідувач відділу агітації і пропаганди Петроградського міського комітету РКП(б). З 6 липня по серпень 1920 року — завідувач відділу агітації і пропаганди Петроградського губернського комітету РКП(б).
З 25 серпня 1920 по 10 травня 1921 року — начальник політичного відділу і член Революційної військової ради 7-ї армії Західного фронту РСЧА.
У вересні 1920 — серпні 1921 року — заступник голови Петроградської ради і заступник голови виконавчого комітету Петроградської губернської ради.
У січні 1922 — травні 1923 року — голова Петроградської губернської ради профспілок. У лютому 1922 — травні 1923 року — голова Північно-Західного бюро ВЦРПС у Петрограді.
18 січня 1923 — вересень 1925 року — член Північно-Західного бюро ЦК РКП(б).
У травні 1923 — 24 березня 1926 року — заступник голови Петроградської ради і заступник голови виконавчого комітету Петроградської губернської ради. Одночасно, в серпні 1923 — 24 березня 1926 року — заступник голови Північно-Західної обласної Економічної наради.
3 листопада 1925 — 7 січня 1926 року — відповідальний секретар Ленінградського губернського комітету ВКП(б). Був одним із найближчих соратників Г ригорія Зінов'єва, брав активну участь в діяльності «нової опозиції».
1 січня — 9 квітня 1926 року — секретар ЦК ВКП(б).
З 1 березня 1927 по 1928 рік — член правління і заступник голови Центроспілки.
У грудні 1927 року виключений з ВКП(б) за опозиційну діяльність. У червні 1928 року поновлений в партії.
У 1928 році — заступник голови Ульяновської губернської планової комісії.
У 1928—1929 роках — голова Середньоволзької обласної (крайової) спілки сільськогосподарської кооперації.
У 1929 — березні 1932 року — член правління Колгоспцентру СРСР. Одночасно, з 1931 по березень 1932 року — член правління Хліботваринспілки.
У березні 1932 — 26 лютого 1933 року — начальник Головного управління молочно-жирової промисловості Народного комісаріату постачання СРСР.
26 лютого 1933 — березень 1934 року — начальник Головного управління транспортного господарства і холодильної промисловості та начальник транспортного сектора Народного комісаріату постачання СРСР.
У березні — серпні 1934 року — начальник Головного управління молочної промисловості Народного комісаріату постачання СРСР.
У серпні — грудні 1934 року — начальник Головного управління молочної промисловості Народного комісаріату харчової промисловості СРСР.
8 грудня 1934 року заарештований органами НКВС. 16 січня 1935 року засуджений Воєнною колегією Верховного суду СРСР до 8-ми років позбавлення волі. З січня 1935 по липень 1936 року відбував покарання у виправно-трудових таборах НКВС. Повторно засуджений Воєнною колегією Верховного суду СРСР 24 серпня 1936 року до страти, розстріляний наступного дня. Похований на Донському цвинтарі Москви.
13 червня 1988 року реабілітований, 5 листопада 1988 року посмертно поновлений у партії.